# Merrill E. Speeter
Merrill Eugene Speeter (* 20. März 1918 in Eyota, Minnesota; † 2. Dezember 2006 in Kalamazoo) war ein US-amerikanischer Chemiker (Organische Chemie, Biochemie).
1946 promovierte er an der Iowa State University mit der Dissertationsthese The synthesis, resolution, and metabolism of tyrosine isomers and analogues. Speeter war Forschungschemiker und Manager der Abteilung Biochemie der Upjohn Company. 1984 ging er in den Ruhestand.
Nach ihm und Henry Gilman ist die Gilman-Speeter-Kondensation benannt. 1951 war er bei Upjohn an den ersten Serotonin-Synthesen beteiligt.
Speeter war Mitglied der American Association for the Advancement of Science.
Er war passionierter Orchideenzüchter.